# 屠侨
屠僑（1480年—1555年），字安卿，號東洲，浙江寧波府鄞縣人，明朝政治人物，正德辛未進士。嘉靖間官至左都御史。

## 生平
弘治十七年甲子科浙江鄉試第七十一名舉人，正德六年（1511年）辛未科會試第一百六十六名，二甲七十名進士，授試江西道監察御史。後任貴州道監察御史，巡按直隸御史、巡視居庸諸關，當時明武宗遣中官李嵩等人捕虎豹，屠僑力言不可。此後擔任雲南道御史。十三年丁父憂，正德十六年（1521年）复任福建道御史、京畿道御史、保定府知府、福建延平府知府。嘉靖九年（1530年）任山西布政使司右參政。嘉靖十年（1531年）任山東按察使。嘉靖十二年（1533年）任廣東右布政使，同年改福建左布政使。嘉靖十五年（1536年）任光祿寺卿、大理寺卿。嘉靖十七年（1538年）任刑部右侍郎，嘉靖二十三年（1544年）任刑部左侍郎。次年改南京刑部尚書。嘉靖二十四年（1545年）授太子少保、太子太保。嘉靖二十六年（1547年）回本部擔任刑部尚書。同年改都察院左都御史。嘉靖三十三年（1554年）贈少保，諡簡肅。

## 著作
著有《東洲雜稿》、《南雍集》等。

## 家族
曾祖屠子良；祖父屠琛，號葵軒，章平教諭；父屠湖（1446年-1518年），字朝隐，號石菴，贈雲南道監察御史。母方氏（参议方信之之姊），贈孺人。具慶下。生八子：屠保、屠佑、屠佺、屠儐、屠僑、屠作（丙子舉人）、屠儼、屠佶。從兄屠俌、從弟屠倬，同科進士。
屠僑無子，以族伯吏部尚書屠滽四子屠仕三子屠大來為嗣。